# Zona d'ocupació dels Estats Units
La Zona d'ocupació dels Estats Units a Alemanya (en anglès: American Zone of Occupation in Germany; en alemany: Amerikanische Besatzungszone) fou una de les quatre zones d'ocupació en què els aliats van dividir el territori alemany després del triomf sobre l'Alemanya nazi el 8 de maig de 1945. Aquest sistema d'ocupació va existir tant a Alemanya com a Àustria.

## Organització administrativa
La zona americana estava formada per Baviera i Hessen a Alemanya Meridional, i les parts septentrionals de l'actual estat estat alemany de Baden-Württemberg. Els ports de Bremen (al baix Weser) i Bremerhaven (a l'estuari del Weser al Mar del Nord) també van ser posats sota control nord-americà a causa de la petició nord-americana de tenir certs punts de suport al Nord d'Alemanya. La seu del Govern militar nord-americà fou l'antic Edifici IG Farben de Frankfurt am Main.
A partir de maig de 1945, moltes de les tropes de combat nord-americanes i aviadors a la rodalia d'Alemanya van ser enviats de tornada als Estats Units. Alguns dels oficials experimentats i sotsoficials van ser seleccionats per tal de ser enviats al Teatre d'Operacions del Pacífic per a la proposada invasió del Japó, però la majoria dels homes que havien servit durant més temps en combat van ser llicenciats de l'exèrcit, les forces aèries i la marina després de la seva tornada a casa. Després de la rendició de l'imperi japonès a mitjans d'agost 1945 - per la seva acceptació de la Declaració de Potsdam - es va llicenciar un major percentatge de soldats, aviadors i mariners. La signatura de la rendició del Japó va tenir lloc el 2 setembre 1945, la qual cosa finalitzava oficialment les hostilitats de la Segona Guerra Mundial al Pacífic, però el combat actiu dins del teatre del Pacífic havia acabat setmanes abans.
Berlín, que es trobava dins de la zona d'ocupació soviètica, es va dividir en quatre zones d'ocupació: als americans els corresponien els districtes de Zehlendorf, Steglitz, Schöneberg, Kreuzberg, Tempelhof i Neukölln.
D'aquesta zona va formar el govern militar americà d'ocupació entre 1945 i 1946 els  Länder  (estats federats) de Baviera, Württemberg-Baden, Hessen i Bremen, que el 23 de maig de 1949 constitueixen part formal de la República Federal d'Alemanya. El 1952 es va fusionar el Länder de Württemberg-Baden amb els Länder de Baden i Württemberg-Hohenzollern, que fins llavors havien estat administrats pel govern militar francès, i es formà l'actual Land de Baden-Württemberg.

## Ferrocarrils
L'antiga companyia estatal  Deutsche Reichsbahn  (DRB) va continuar operant els serveis ferroviaris a les quatre zones dividides. Les oficines centrals de la companyia (Reichsbahn-Zentralämter, RZA) estaven situades a Berlín, però aquestes havien resultat destruïdes pels bombardejos aliats durant l'últim any de la guerra mundial. Per aquesta raó la seu central es va traslladar a Göttingen, a la zona britànica, mentre a Múnic també va funcionar una direcció de la  Reichsbahn  encarregada de l'administració ferroviària a la zona nord-americana.

## Comandants militars i comissionats
Governadors militars

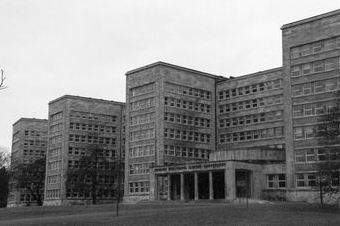
Edifici IG Farben, seu del Quarter general dels Estats Units.

- Dwight D. Eisenhower: 8 de maig - 10 de novembre de 1945
- George S. Patton: 11 de novembre - 25 de novembre de 1945 (en funcions)
- Joseph T. McNarney: 26 de novembre de 1945 - 5 de gener de 1947
- Lucius D. Clay: 6 de gener de 1947 - 14 de maig de 1949
- Clarence R. Huebner: 15 de maig - 1 de setembre de 1949 (en funcions)

Alts comissionats
- John J. McCloy: 2 de setembre de 1949 - 1 d'agost de 1952
- Walter J. Donnelly: 1 d'agost - 11 de desembre de 1952
- Samuel Reber: 11 de desembre de 1952 - 10 de febrer de 1953 (en funcions)
- James Bryant Conant: 10 de febrer de 1953 - 5 de maig de 1955